# Rivière Pipounichouane
La rivière Pipounichouane est un affluent de la rive sud du lac Mistassini (versant de la rivière Rupert), coulant dans la municipalité de Mistissini (municipalité de village cri), dans la région administrative du Nord-du-Québec, au Québec, au Canada. Le cours de la rivière traverse les cantons de Plamondon, d'OSullivan et de Duquet.
La vallée de la rivière Pipounichouane est desservie par quelques routes forestières secondaires qui se connectent une route forestière principale R1030 (sens nord-sud) venant de Chibougamau en passant à l'ouest de la partie sud du lac Mistassini.
La surface de la rivière Pipounichouane est habituellement gelée de la fin octobre au début mai, toutefois la circulation sécuritaire sur la glace se fait généralement de la mi-novembre à la fin d'avril.

## Géographie
Les bassins versants voisins de la rivière Pipounichouane sont :
- côté nord : rivière Mistassini, rivière Rupert, baie Radisson ;
- côté est : baie Abatagouche, baie du Poste (lac Mistassini), baie Cabistachouane, rivière Chalifour ;
- côté sud : lac Waconichi, lac Dufresne, lac Binell, rivière Nepton (lac Chibougamau), rivière Nepton Nord, rivière Boisvert (rivière Normandin) ;
- côté ouest : baie Pénicouane, ruisseau Nimekisaamiika.

La rivière Pipounichouane prend sa source à l'embouchure d'un lac non identifié (longueur de 5,5 km ; largeur maximale de 2,5 km ; altitude de 434 m). Ce lac chevauche les cantons de La Vallière et de Plamondon.
La source de la rivière Pipounichouane est située à :
- 15,8 km au sud-ouest de l'embouchure de la rivière Pipounichouane (confluence avec le lac Mistassini) ;
- 92,5 km au sud de l'embouchure du lac Mistassini (soit la confluence de la baie Radisson à la source de la rivière Rupert) ;
- 18,0 km au sud-ouest du centre du village de Mistissini (municipalité de village cri) ;
- 48,7 km au nord du centre-ville de Chibougamau[2].

À partir du lac de tête, le courant de la rivière Pipounichouane coule sur environ 24 km, entièrement en zone forestière, selon les segments suivants :
- 3,5 km dans le canton de Plamondon vers le Sud, puis vers du nord-est jusqu'à la limite du canton d'O'Sullivan ;
- 1,1 km vers du nord-est dans le canton d'O'Sullivan, jusqu'à la limite du canton de Duquet ;
- 0,7 km vers l'est en formant une courbe dans le canton de Duquet, pour revenir à la limite du canton d'O'Sullivan ;
- 2,4 km vers l'est en formant une courbe vers le sud dans le canton d'O'Sullivan et en traversant sur 1,6 km la partie sud du lac Diéréville, jusqu'à la limite du canton de Duquet ;
- 4,1 km dans le canton de Duquet vers le nord en traversant le lac Diéréville (longueur : 6,9 km ; altitude : 400 m) ;
- 10,4 km vers le nord, jusqu'à l'embouchure de la rivière[2].

L'embouchure de la rivière Pipounichouane (confluence avec la baie des Plongeurs du lac Mistassini) est située à :
- 76,2 km au sud de l'embouchure du lac Mistassini (entrée de la baie Radisson et début de la rivière Rupert) ;
- 3,8 km au nord-ouest du centre du village de Mistissini (municipalité de village cri) ;
- 64,6 km au nord-est du centre-ville de Chibougamau ;
- 148,9 km au sud-est de l'embouchure du lac Mesgouez lequel est traversé par la rivière Rupert ;
- 360 km à l'est de la confluence de la rivière Rupert et de la baie de Rupert[2].

À partir de l'embouchure de la rivière Pipounichouane, le courant coule d'abord vers le nord sur 76,7 km en traversant le lac Mistassini jusqu'à son embouchure située sur la rive Ouest (confluence avec la baie Radisson). Finalement, le courant emprunte vers l'ouest le cours de la rivière Rupert, jusqu'à la baie de Rupert.

## Toponymie
Le toponyme « rivière Pipounichouane » signifie « la rivière de l'hiver ou du campement d'hiver ».
Le toponyme « rivière Pipounichouane » a été officialisé le 5 décembre 1968 à la Banque des noms de lieux de la Commission de toponymie du Québec, soit à la création de cette commission.